# سیارک ۱۴۹۹۴
سیارک ۱۴۹۹۴ (به انگلیسی: 14994 Uppenkamp، نامگذاری:1997UW18) چهارده هزار و نهصد و نود و چهارمین سیارک کشف شده‌است که در ۲۸ اکتبر ۱۹۹۷ کشف شد.
قدر مطلق سیارک برابر ۴۸.۹ است.